# ヒレジロマンザイウオ
ヒレジロマンザイウオ（学名：Taractichthys steindachneri）は、シマガツオ科に属する魚類の一種。

## 分布
相模湾以南、新潟、東シナ海、南東太平洋を除くインド・太平洋の熱帯・温帯域に分布する。

## 特徴
体長60cm。体色は光沢のある鈍銀。側偏しており輪郭は丸い。鱗は大きく側線がない。透明、白色の尾びれ後縁が特徴。深海50-360mに生息する。

## 利用
曳網や延縄で漁獲されるが、数が少なく市場に出回り難い。白身で味は淡白。刺身、寿司、魚肉練り製品の材料とされている。